# 三叶歪头菜
三叶歪头菜（学名：Vicia unijuga var. trifolilata）为豆科野豌豆属歪头菜的变种。分布在中国大陆的陕西、山西、四川等地，目前尚未由人工引种栽培。